# Norman Fucking Rockwell!
Pour les articles homonymes, voir Norman Rockwell et NFR.
Albums de Lana Del Rey
Lust for Life
(2017) Violet Bent Backwards Over the Grass
(2020)
Singles
1. Mariners Apartment Complex
Sortie : 12 septembre 2018
2. Venice Bitch
Sortie : 18 septembre 2018
3. Hope Is a Dangerous Thing for a Woman like Me to Have – but I Have It
Sortie : 9 janvier 2019
4. Doin' Time
Sortie : 17 mai 2019

Norman Fucking Rockwell! (également abrégé NFR!) est le septième album de l'artiste américaine Lana Del Rey, sorti le 30 août 2019. L'album fait partie des nommés pour la catégorie Album de l'Année aux Grammy Awards en 2020. 
Le titre fait référence à l'artiste Norman Rockwell.

## Liste des pistes
Toutes les chansons sont écrites par Lana Del Rey et Jack Antonoff, mise à part la chanson Doin' Time qui est une reprise du groupe Sublime.
| No  | Titre                                                                 | Auteur | Durée |
| --- | --------------------------------------------------------------------- | ------ | ----- |
| 1.  | Norman Fucking Rockwell                                               |        | 4:08  |
| 2.  | Mariners Apartment Complex                                            |        | 4:07  |
| 3.  | Venice Bitch                                                          |        | 9:37  |
| 4.  | Fuck It I Love You                                                    |        | 3:38  |
| 5.  | Doin' Time                                                            |        | 3:22  |
| 6.  | Love Song                                                             |        | 3:49  |
| 7.  | Cinnamon Girl                                                         |        | 5:00  |
| 8.  | How to Disappear                                                      |        | 3:48  |
| 9.  | California                                                            |        | 5:05  |
| 10. | The Next Best American Record                                         |        | 5:49  |
| 11. | The Greatest                                                          |        | 5:00  |
| 12. | Bartender                                                             |        | 4:23  |
| 13. | Happiness Is a Butterfly                                              |        | 4:32  |
| 14. | Hope Is a Dangerous Thing for a Woman like Me to Have – but I Have It |        | 5:58  |

## Production
La production de l'album a été gérée par Jack Antonoff marquant ainsi la première collaboration entre la chanteuse et le musicien et producteur. Antonoff et Del Rey ont commencé en janvier 2018, et au mois de mars 2018, Lana Del Rey a expliqué que le prochain album serait prêt pour avant la fête du travail. Quand on lui a demandé à quel point elle avait voulu faire ce nouveau projet avec Antonoff, elle a expliqué « C'était tellement un « bon accident » pour moi, j'ai connu Jack [Antonoff] il y a 7 ans lorsque nous faisions tous les deux au même moment des projets avec Emile Haynie - il était drôle. - mais je ne l'ai pas recontacté jusqu'à janvier [2018], et il était en mode « Il faut définitivement que l'on s’assoie et que l'on commence juste à faire quelque chose ». Je lui ai dit que j'avais 3 chansons que j'ai déjà aimées pour un nouveau projet, que je n'avais pas réellement écrit la mélodie, puis on s'est assis dans un studio à New-York et je veux dire qu'il a un peu tout commencé, parce qu'il jouait des cordes pendant des heures, et genre, il est tellement bon au piano, toutes les choses qu'il avait écrites, mélodiquement - c'est un peu classique - et pour ma part, ça a fini par tourner en quelque chose de plus folk. Il a fait de tout cela quelque chose de facile pour moi : juste être en accord avec ce qu'il faisait ; en une semaine j'avais déjà deux chansons, et probablement deux des plus belles que j'ai jamais écrites. Il y a tellement de vérité en lui. »

## Date de sortie et promotion
Interrogée à propos du nouvel album, Lana Del Rey a expliqué « Je ne pense pas qu'il [l'album] sortira au début 2019 car en fait je suis en train de travailler sur un petit recueil de poésie. Je pense que je vais le publier moi-même avant que l'album sorte. » Le 3 novembre 2018, RMF Classic Radio annonce que Norman Fucking Rockwell sortirait à la fin du mois de mars 2019. Ils ont ajouté que l'album aurait onze titres et beaucoup de guitare électrique, ce que Del Rey confirmera pendant son entrevue avec Zane Lowe, cependant aucune annonce officielle de la part des chaines officielles de le chanteuse new-yorkaise. Le 5 décembre 2018, MTV UK annonce que l'album sortira le 29 mars 2019, cette fois-ci encore, aucune confirmation officielle. Del Rey a également « liké »  un tweet de Dazed Magazine le 31 décembre 2018, mentionnant aussi cette date, augmentant ainsi les spéculations.
Durant janvier 2019, Universal Music Canada a annoncé que l'album serait pour mi-2019 et non pour le mois de mars. Cependant la date de sortie officielle n'avait toujours pas été annoncée. Dans une entrevue de Lana Del Rey publiée le 7 février 2019 par le magazine i-D sur la campagne Gucci « Guilty » (la chanteuse en est devenue l'une des égéries avec Jared Leto), mars fut enlevé comme possible mois de sortie pour l'album. Toujours aucune date de sortie officielle à l'horizon. Le 22 février 2019, son manager, Ben Mawson, a répondu à l'une de ses fans demandant la date de sortie « la bonne musique prend du temps à finir ». Après beaucoup de silence, le 20 mars 2019, Lana Del Rey a répondu au tweet d'un de ses fans « l'album est terminé mais qui sait quand est-ce qu'il sortira ».
C'est finalement le 31 juillet 2019, que, par le biais d'Instagram, Lana Del Rey publie la date de sortie de son futur opus Norman Fucking Rockwell : ce sera le 30 août 2019. Elle y dévoile également la tracklist comportant finalement quatorze titres ainsi que la couverture de l'album où elle se tient aux côtés de Duke Nicholson, petit-fils de Jack Nicholson, sur un bateau, avec un décor californien ravagé par les flammes, et une main tendant vers le spectateur, rappelant ainsi les paroles de son single Mariners Apartment Complex (« You lose your way, just take my hand / You're lost at sea, then I'll command your boat to me again »).

## Réception

### Réception commerciale
Norman Fucking Rockwell! démarre troisième sur le Billboard 200 américain avec 104 000 unités vendues, dont 66 000 ventes « pures », marquant ainsi le sixième album consécutif de Lana Del Rey ayant débuté dans le top-10 aux États-Unis. Durant sa seconde semaine, l'opus chute de six places et se retrouve ainsi neuvième, avec 35 000 unités vendues. L'album finit l'année 2019 avec 367 000 unités vendues sur le sol américain.
Au Royaume-Uni, l'album débute numéro un, avec 31 539 copies, dont 4 965 vinyles et 2 890 cassettes audios, devenant ainsi la meilleure semaine de démarrage pour Del Rey là-bas depuis Ultraviolence en 2014. L'album devient le quatrième opus de Lana Del Rey numéro un au Royaume-Uni, plaçant ainsi l'artiste exæquo avec Taylor Swift au rang d'artiste féminine ayant le plus grand nombre d'album numéro un au Royaume-Uni au cours des années 2010. Norman Fucking Rockwell! termine l'année en soixante-dixième du classement des albums les plus vendus au Royaume-Uni au cours de l'année 2019, avec un peu plus de 80 000 unités écoulées en seulement quatre mois.
En France, l'album entre quatrième du Top Albums « mégafusion » (incluant le streaming), et troisième du Top Albums (sans le streaming), avec 8 000 ventes pures, soit 800 de plus que son précédent opus Lust for Life.
Selon le site allemand Mediatraffic, Norman Fucking Rockwell! fait ses débuts au quatrième rang du classement mondial,  avec 198 000 unités incluant le streaming, l'album chute de quatre places pour sa seconde semaine, avec 87 000 unités vendues, pour un total de 285 000 unités en quatorze jours. En vingt-trois semaines, 810 000 unités se vendent dans le monde.

## Singles
Le premier single Mariners Apartment Complex sort le 12 septembre 2018, en tant que « fan single », et rencontre un succès modeste. La semaine suivante, Del Rey sort Venice Bitch, une longue ballade de plus de neuf minutes, à travers la sortie du titre, la chanteuse révèle également le titre de l'album. Début 2019, Hope Is a Dangerous Thing for a Woman like Me to Have – but I Have It suit les deux « fans singles » précédents, il est le troisième single consécutif de l'album à entrer dans le top 100 britannique, 99e,. Le 17 mai 2019, Lana Del Rey sort Doin' Time, une reprise du groupe Sublime, le single est dévoilé pour un documentaire retraçant l'histoire du groupe, il est par la suite servi en tant que quatrième single de l'album, il reçoit un relatif succès, et est notamment disque d'or au Canada pour 40 000 unités vendues.

## Classements hebdomadaires
| Classement (2019)                  | Meilleure position |
| ---------------------------------- | ------------------ |
| Allemagne (Media Control AG)       | 5                  |
| Australie (ARIA)                   | 4                  |
| Autriche (Ö3 Austria Top 40)       | 7                  |
| Belgique (Flandre Ultratop)        | 2                  |
| Belgique (Wallonie Ultratop)       | 3                  |
| Canada (Canadian Albums Chart)     | 3                  |
| Danemark (Tracklisten)             | 3                  |
| Écosse (OCC)                       | 1                  |
| Espagne (Promusicae)               | 2                  |
| États-Unis (Billboard 200)         | 3                  |
| Finlande (Suomen virallinen lista) | 6                  |
| France (SNEP)                      | 4                  |
| Irlande (IRMA)                     | 2                  |
| Italie (FIMI)                      | 5                  |
| Norvège (VG-lista)                 | 2                  |
| Nouvelle-Zélande (RIANZ)           | 5                  |
| Pays-Bas (Mega Album Top 100)      | 4                  |
| Portugal (AFP)                     | 1                  |
| Royaume-Uni (UK Albums Chart)      | 1                  |
| Suède (Sverigetopplistan)          | 2                  |
| Suisse (Schweizer Hitparade)       | 1                  |

## Certifications
| Pays              | Certification | Unités certifiées |
| ----------------- | ------------- | ----------------- |
| États-Unis (RIAA) | Platine       | 1 000 000         |